# Password (programa de televisión de 2023)
Este artículo se refiere al programa de televisión de 2023, para ver el término referente al homónimo programa de 2008 véase Password (programa de televisión).
Password es un concurso emitido por el canal español de televisión Antena 3. El formato, que es la versión española del homónimo concurso estrenado en CBS en 1961, está presentado por Cristina Pedroche.

## Mecánica del concurso
En este concurso participan cuatro concursantes ayudados por dos famosos, los cuales se enfrentan en equipos de dos jugadores compuestos por un concursante y un invitado, durante tres fases.
Cada equipo (concursante-famoso) tiene que adivinar unas palabras claves, que solo uno de los componentes de la pareja conoce, ofreciéndole pistas de una sola palabra sin la posibilidad de utilizar palabras que tengan la misma raíz o marcas registradas.
El concurso se despliega en tres fases:
- Primera partida: En esta partida, dos concursantes compiten gracias a la ayuda de los invitados por ganar. El que consiga, se clasifica para la Súper Password, donde en una ronda rápida puede llevarse hasta 10.000€ si acierta 10 palabras (desde la A hasta la I o desde la L hasta la V) en 60 segundos, y por cada acierto el concursante acumula 200 euros. En esta fase, se harán dos partidas con dos rondas diferentes, y los dos concursantes que ganarán los partidos se calificarán a la Súper Password. La primera formación tiene la opción de intentar ganar con tan solo una pista los 6 puntos que contiene cada password o pasar el turno a su contrincante. Según se van dando más pistas para despejarlo, los puntos en juego bajan. Es decir, con dos pistas, el password da 5 puntos; con tres da 4; y así sucesivamente. El equipo que acumule primero 15 puntos gana la ronda. Esto se repite en dos ocasiones y en caso de empate se juega un desempate especial.

- Súper Password: En esta fase, los dos ganadores de las partidas se enfrentarán, de nuevo con la ayuda de los invitados, en una partida definitiva con idéntica dinámica a las dos anteriores. El que venza, pasará a la ronda final, en la que se ponen 20.000 euros extra en juego. Si el concursante logra adivinar 10 palabras en 60 segundos, se alzará con este premio.[2]

- Ronda final: En esta ronda, el concursante finalista tiene que hacer adivinar a los dos famosos, 10 palabras desde la A hasta la I o desde la L hasta la V en 60 segundos; en los primeros 30 segundos jugará por primero un famoso y en la segunda mitad del tiempo el otro. Por cada respuesta acertada, el jugador acumula 400 euros y puede pasar si en caso no sepa hacer adivinar la palabra. Si el concursante logra hacer adivinar las diez palabras al famoso dentro del tiempo límite gana 20.000 euros más el dinero acumulado en la ronda anterior.[3]

Desde el segundo programa, se ha modificado la mecánica del programa con la eliminación de la superpartida final. Así que, dos concursantes se enfrentan en las dos rondas por pasar a la ronda final en la que podrán hacerse con un premio de 10.000 euros, o 100 euros (en vez de los 200 de los especiales) por cada palabra de la tanda de diez términos que logren acertar.
De no conseguir el bote, el concursante tendrá la oportunidad de doblar la cantidad conseguida con un 'password' especial. Una vez concluida esta ronda, arrancará un nuevo programa con dos nuevos participantes.

## Temporadas y audiencias
| Temporada | Temporada | Programas | Estreno             | Final                   | Audiencia media | Audiencia media | Audiencia media |
| Temporada | Temporada | Programas | Estreno             | Final                   | Espectadores    | Cuota           |                 |
| --------- | --------- | --------- | ------------------- | ----------------------- | --------------- | --------------- | --------------- |
|           | 1         | 37        | 28 de julio de 2023 | 30 de diciembre de 2023 | 535 000         | 6,8%            |                 |

### Temporada 1 (2023)
| Programa | Fecha                    | Invitados              | Invitados                | Audiencia         |
| -------- | ------------------------ | ---------------------- | ------------------------ | ----------------- |
| 1        | 28 de julio de 2023      | Miki Nadal             | David Muñoz              | 1 184 000 (12,7%) |
| 2        | 4 de agosto de 2023      | Juanma López Iturriaga | Fernando Romay           | 1 008 000 (11,5%) |
| 3        | 11 de agosto de 2023     | Marta Hazas            | Javier Veiga             | 780 000 (9,0%)    |
| 4        | 18 de agosto de 2023     | Agustín Jiménez        | Carlos Latre             | 907 000 (10,4%)   |
| 5        | 25 de agosto de 2023     | Melody                 | Secun de la Rosa         | 718 000 (8,2%)    |
| 6        | 1 de septiembre de 2023  | Lorena Castell         | Santiago Segura          | 837 000 (8,5%)    |
| 7        | 8 de septiembre de 2023  | Chenoa                 | David Bustamante         | 974 000 (10,0%)   |
| 8        | 16 de septiembre de 2023 | Antonio Resines        | Ana Milán                | 529 000 (5,2%)    |
| 9        | 16 de septiembre de 2023 | Gemma Mengual          | Jorge Sanz               | 397 000 (6,3%)    |
| 10       | 23 de septiembre de 2023 | Jandro                 | Jorge Blass              | 546 000 (5,6%)    |
| 11       | 23 de septiembre de 2023 | Raquel Sánchez Silva   | La Terremoto de Alcorcón | 238 000 (4,9%)    |
| 12       | 30 de septiembre de 2023 | José Corbacho          | Luis Larrodera           | 515 000 (5,4%)    |
| 13       | 30 de septiembre de 2023 | Laura Sánchez López    | Pepón Nieto              | 304 000 (6,2%)    |
| 14       | 7 de octubre de 2023     | Pablo Puyol            | Adriana Torrebejano      | 574 000 (6,1%)    |
| 15       | 7 de octubre de 2023     | Angy Fernández         | Gisela                   | 263 000 (5,7%)    |
| 16       | 14 de octubre de 2023    | Juan Ibáñez Pérez      | Damián Mollá             | 682 000 (6,9%)    |
| 17       | 14 de octubre de 2023    | Supremme de Luxe       | Tania Llasera            | 260 000 (5,3%)    |
| 18       | 21 de octubre de 2023    | Gonzo                  | Juanra Bonet             | 647 000 (6,2%)    |
| 19       | 21 de octubre de 2023    | Samantha Hudson        | Máximo Huerta            | 274 000 (5,2%)    |
| 20       | 28 de octubre de 2023    | Valeria Ros            | Marta Torné              | 626 000 (5,9%)    |
| 21       | 28 de octubre de 2023    | Gorka Otxoa            | Fernando Gil             | 345 000 (6,2%)    |
| 22       | 4 de noviembre de 2023   | Llum Barrera           | Goyo Jiménez             | 622 000 (5,6%)    |
| 23       | 4 de noviembre de 2023   | Willy Bárcenas         | David Otero              | 284 000 (5,0%)    |
| 24       | 11 de noviembre de 2023  | Gonzalo Miró           | Anabel Alonso            | 589 000 (5,5%)    |
| 25       | 11 de noviembre de 2023  | Daniel Diges           | Soraya Arnelas           | 268 000 (5,0%)    |
| 26       | 18 de noviembre de 2023  | Roberto Leal           | Eva González             | 565 000 (6,0%)    |
| 27       | 18 de noviembre de 2023  | Ricky Merino           | Miki Núñez               | 168 000 (4,9%)    |
| 28       | 25 de noviembre de 2023  | Eva Hache              | Juan Luis Cano           | 740 000 (6,8%)    |
| 29       | 25 de noviembre de 2023  | Ona Carbonell          | Quique Peinado           | 310 000 (6,1%)    |
| 30       | 2 de diciembre de 2023   | Esty Quesada           | Josema Yuste             | 620 000 (5,6%)    |
| 31       | 9 de diciembre de 2023   | Edu Soto               | Rocío Madrid             | 747 000 (7,0%)    |
| 32       | 16 de diciembre de 2023  | Miguel Lago            | Álex O'Dogherty          | 742 000 (6,9%)    |
| 33       | 16 de diciembre de 2023  | Manu Tenorio           | Nuria Fergó              | 319 000 (5,9%)    |
| 34       | 23 de diciembre de 2023  | Eduardo Navarrete      | Melani Olivares          | 433 000 (8,5%)    |
| 35       | 23 de diciembre de 2023  | Cristina Castaño       | Sergio Pazos             | 209 000 (7,9%)    |
| 36       | 30 de diciembre de 2023  | Cristina Rodríguez     | Juan Avellaneda          | 394 000 (6,7%)    |
| 37       | 30 de diciembre de 2023  | Óscar Martínez         | David Amor               | 174 000 (5.9%)    |

     Programa líder en su franja horaria (prime-time).
     Récord histórico de audiencia.
     Mínimo histórico de audiencia.